# Béatrice Arnac
Pour les articles homonymes, voir Arnac (homonymie).
Béatrice Arnac, née le 23 avril 1931 à Suresnes (Hauts-de-Seine) et morte le 5 octobre 2020 à Castels et Bézenac (Dordogne), est une actrice, chanteuse et compositrice française.

## Biographie
Fille du dessinateur et précurseur de la BD Marcel Arnac, Béatrice Arnac est par ailleurs la petite-nièce de Marie Gallaud, exploratrice, photographe et sculpteur française de la première moitié du XXe siècle, épouse d'Alain Saury, mère de Bianca Saury. A titre anecdotique, cette enfant joue le rôle de la petite Marie Martin dans le film "Dernier domicile connu", le père (joué par Philippe March) étant recherché par un trio de truands (Michel Constantin, Guy Héron et la troisième comparse, joué par sa maman Béatrice).
En 1962, elle obtient le Grand Prix du Disque de l'Académie Charles-Cros. Son récital, représenté du 3 au 27 février 1966 au Théâtre d'Essai et de Culture des Trois-Baudets, est alors qualifié par la critique de « récital d'une remarquable qualité ». Elle interprète alors vingt-deux chansons sur des textes de Paul Éluard, Paul Verlaine, Arthur Rimbaud, Robert Desnos, Alain Saury, Bertolt Brecht et Luc Bérimont et joue en seconde partie la pièce de Jean Cocteau, Le Bel indifférent,. Elle s’est notamment produite sur la scène du Théâtre des Champs-Elysées puis dans l’émission télévisée musicale La Chance aux chansons créée et présentée par Pascal Sevran. Elle fait partie du casting de La Traversée de Paris de Claude Autant-Lara, avec Jean Gabin, Bourvil et Louis de Funès.

## Filmographie

### Cinéma
- 1955 : La Fille de Mata-Hari (histoire de Cécil Saint-Laurent), film de Renzo Merusi et Carmine Gallone
- 1955 : Frou-Frou, film d'Augusto Genina : Rosemonde
- 1955 : Lola Montès (du roman de Cécil Saint-Laurent), film de Max Ophüls : Circus Rider
- 1955 : Milord l'Arsouille, film d'André Haguet
- 1956 : La vie est belle, film de Roger Pierre et Jean-Marc Thibault : Lucienne
- 1956 : La Traversée de Paris (nouvelle de Marcel Aymé), film de Claude Autant-Lara : La prostituée
- 1957 : Les Truands, film de Carlo Rim : Madame Léonce
- 1957 : OSS 117 n'est pas mort (du roman de Jean Bruce), film de Jean Sacha : Nahedad Sin
- 1958 : Le Souffle du désir, film d'Henri Lepage : Rita
- 1960 : La Nuit des suspectes, pièce de Robert Thomas), film de Víctor Merenda : Mademoiselle Farnoux
- 1963 : La Journée de Pernette, court métrage écrit et réalisé par Alain Saury
- 1970 : Dernier Domicile connu (du roman de Joseph Harrington), film de José Giovanni : Silvia
- 1970 : Midi Minuit, film de Pierre Philippe : Elsa Lorrain
- 1971 : Les Petites filles modèles, film de Jean-Claude Roy : Madame Fichini
- 2018 : Hunter Nights, film de Pierre Pascual

### Télévision
- 1970 : Isabelle (du roman d'André Gide), téléfilm de Jean-Paul Roux : Isabelle

### Bande son
- 1962 : Le Soupirant, film de Pierre Étaix : interprète "O toi l'amour"

Béatrice Arnac interprète la chanson du film de Pierre Etaix Le Soupirant dont la voix et le physique subjuguent le héros qui n'aura de cesse de la retrouver sous toutes ses formes (disque, télé, affiches......). Film jubilatoire qui annonce quelques années avant, la folie des idoles des années soixante.

### Images d'archives
- 1962 : Le Soupirant, film de Pierre Étaix : Stella in TV Scene.

## Théâtre

### Comédienne
- 1957 : Scabreuse Aventure de Dostoïevski, mise en scène Georges Annenkov, Théâtre du Vieux Colombier
- 1958 : Nouvelle Orléans de Jean Suberville et Pascal Bastia, mise en scène de Pasquali, Théâtre de l'Étoile
- 1960 : Rosa la Rose d'Ange Bastiani, mise en scène Michel de Ré, Théâtre des Capucines

### Chanteuse
- 1965 : Caviar ou Lentilles de Giulio Scarnicci et Renzo Tarabusi, mise en scène Gérard Vergez, théâtre Michel.

## Discographie

### 45 tours
Orphée France EP 150.004 (1961)
- 01.La rue Saint-Jean (Pierre Seghers/André Grassi)
- 02.Le jardin d'Elvire (Marcel Aymé/Guy Béart)
- 03.Comptine (Pierre Mac Orlan/Michel Philippe-Gérard)
- 04.A Recouvrance (Pierre Mac Orlan/Michel Philippe-Gérard)

Orphée France EP 150.015 (1962)
- 01.L'amour (Boris Vian/Henri Salvador)
- 02.Enfance (Arthur Rimbaud/Christiane Verger)
- 03.Carrousel de Paris (Paul Gilson/Henry-Jacques Dupuy)
- 04.Au long du quai des Indes (Louis Le Cunff/Lucien Merer)
- 05.L'éternel féminin (Jules Laforgue/Joseph Kosma)

Pacific France EP 91.537 (1963)
- 01.O toi, l'amour (du film Le Soupirant) (Jean Paillaud/Jean-Claude Carrière)
- 02.Le navire (Yánnis Spanós/Alain Saury)
- 03.Y'avait une ville (Jimmy Walter/Claude Nougaro)
- 04.La chanson de Jenny de Kiel (André Grassi/Claude Delécluse/Michelle Senlis)

Orphée France EP 150.055 (1965)
- 01.Le passant (Pierre Seghers/Yani Spanos)
- 02.Beauté, mon beau souci (Pierre Seghers/Maral)
- 03.Adios, amigos (Pierre Seghers/Jacques Loussier)
- 04.Fruits et primeurs (Pierre Seghers/Yani Spanos)

Vogue France EP EPL 8623 (1968)
- 01.Le premier jour du monde (Jacques Datin/Maurice Vidalin)
- 02.Depuis 6 000 ans la guerre (Victor Hugo/Jean-Paul Marchand)
- 03.Le temps des Amazones (Jacques Datin/Maurice Vidalin)
- 04.La nonne (Jean-Paul Marchand)

Saravah France SP SH 40 029 (1971)
- 01.Le bruit et le bruit (Béatrice Arnac)
- 02.Avant la vie (Béatrice Arnac)

### Chansons inédites publiées sur des compilations
Pacific France EP 91.499 Chansons sur mesure (1962)
- 01.Les vrais riches (Voumard/Gardaz)

Autoproduction Saint-Gobain France EP Invitation au voyage (Poèmes) (1962)
- 01.Brise marine (Stéphane Mallarmé)
- 02.Mouchoir (Jean Cocteau)
- 03.Le voyage (Charles Baudelaire)

Orphée France EP 150.051 Noëls insolites (1964)
- 01.Noël des enfants noirs (Charles Trenet)

### 33 tours en studio
Vogue France LP CLVLX 360 Sans Amour (1969)
- 01.Sans amour (Pierre Seghers - Yani Spanos)
- 02.Brasserie (Jean-Paul Marchand)
- 03.Un goût de sang, un goût d'orange (Henri Bassis - Yani Spanos)
- 04.La nonne (1968) (Jean-Paul Marchand)
- 05.Un ange veille (Guy Pezé - Lucien Merer)
- 06.Une noix (Charles Trénet)
- 07.Le premier jour du monde (1968) (Jacques Datin - Maurice Vidalin)
- 08.Depuis 6 000 ans la guerre (1968) (Jean-Paul Marchand - Victor Hugo)
- 09.La rose, que sait-elle ? (Henri Bassis - Yani Spanos)
- 10.La chanson de Barbara (André Mauprey - Bertolt Brecht - Kurt Weill)
- 11.Le temps des Amazones (1968) (Jacques Datin - Maurice Vidalin)
- 12.Chanson de la glu (Jean Richepin - Yani Spanos)

Galloway Records France LP 600 501 Brute (1973)
- 01.Brute (Béatrice Arnac)
- 02.La danse du scalp (Béatrice Arnac - Claude Cagnasso)
- 03.Avant la vie (Béatrice Arnac)
- 04.Au cœur du bizarre (Béatrice Arnac - Claude Cagnasso)
- 05.Athée ou à té (Béatrice Arnac)
- 06.La gueuse (Béatrice Arnac - Claude Cagnasso)
- 07.La tourmente (Béatrice Arnac - Zo d'Axa)
- 08.Signalement (Béatrice Arnac)
- 09.Comme tu dis (Béatrice Arnac)
- 10.Le jardin de mon bien-aimé (Béatrice Arnac - Claude Cagnasso)

Béatrice Arnac France Autoproduction LP BA GS 7 Animale (1979)
- 01.Avant la vie (Béatrice Arnac)
- 02.Enfant, regarde autour de toi (Béatrice Arnac)
- 03.Esprit de l'argile et du vent (Dania)
- 04.Le jardin de mon bien-aimé (version 2/1973) (Béatrice Arnac - Claude Cagnasso)
- 05.L'infirme  (Bianca Saury)
- 06.Etrange fruit (Strange Fruit) (version 2/1966) (Henry-Jacques Dupuy - Lewis Allan)
- 07.Un lieu (Béatrice Arnac - Jean Wiéner)
- 08.L'Africain (version 2/1963) (Alain Saury - Jimmy Davis)
- 09.Le jeune homme et le cheval (Béatrice Arnac - Jean Wiener)
- 10.Chanson pour ma jument 	(A.-M. Desbrosse - Quentin Martel)
- 11.La louve et le chien (Béatrice Arnac)
- 12.Animal, mon frère (Béatrice Arnac - Louis Bessières)
- 13.Le chant de la création (François d'Assise - Félix Leclerc)
- 14.Panthéisme (Béatrice Arnac)
- 15.Pieds nus sur la terre (Béatrice Arnac)

Béatrice Arnac France Autoproduction LP Béatrice Arnac chante Zo d'Axa (2001)

### 33 tours en public
Vogue France LP LVLXS 87 30 La rue Saint-Jean (1966) Récital donné au Théâtre d'Essai et de Culture (Trois Baudets)
- 01.La rue Saint-Jean (version 2/1962) (André Grassi - Pierre Seghers)
- 02.La chanson des Saintes-Maries-de-la-Mer (Christiane Verger - Pierre Mac Orlan)
- 03.Tu n'en reviendras pas (Louis Aragon - Léo Ferré)
- 04.La fiancée du pirate (André Mauprey - Bertolt Brecht - Kurt Weill)
- 05.Le dernier poème (Robert Desnos - Yvonne Schmitt)
- 06.Les tueurs (version 2/1963) (Alain Saury - Yani Spanos)
- 07.Etrange fruit (Strange Fruit) (Henry-Jacques Dupuy - Lewis Allan)
- 08.Pour toi, mon amour (Alain Saury - Umberto Bindi)
- 09.La bonne chanson (Paul Verlaine - Yani Spanos)
- 10.Le navire (version 2/1963) (Alain Saury - Yani Spanos)
- 11.La grenouille de Narbonne (Luc Bérimont - Michel Aubert)
- 12.Et s'il revenait ? (Maurice Maeterlinck - Yani Spanos)
- 13.Si (André Maurois - Rudyard Kipling - Yvonne Schmitt)
- 14.Amour (Paul Éluard - Yani Spanos)
- 15.Le chant de la création (François d'Assise - Félix Leclerc)
- Accordéon: Gilbert Roussel
- Contrebasse: Pierre Nicolas, Willy Lockwood
- Batterie: Jacques Lessault, Jean Garon
- Guitare: Barthelemy Rosso, Dominique Gesina, Jacques Liebrard, Jean-François Gael
- Piano: Yvonne Schmitt

SFP France LP 4.036 En liberté Enregistré en public au Fanal (1978)
- 01.Quand tu n'es pas là (Brigitte Fontaine - Yvonne Schmitt)
- 02.L'île de Pâques (Marc Haira - Paul Koulak)
- 03.La bête féroce (André Grassi - Tristan Corbière)
- 04.Cosy corner (Jacques Prévert - Jean Wiener)
- 05.Le courrier du cœur (Alain Saury - Yani Spanos)
- 06.Au cœur du bizarre (Béatrice Arnac - Claude Cagnasso)
- 07.Madame Moi-même (Béatrice Arnac)
- 08.La chanson des Saintes-Maries-de-la-Mer (Christiane Verger - Pierre Mac Orlan) (en public/1966)
- 09.La fiancée du pirate (André Mauprey - Bertold Brecht - Kurt Weill) (en public/1966)
- 10.Le chat (Dania)
- 11.Les tueurs (Alain Saury - Yani Spanos) (en public/1963)
- 12.Le garde (Alain Saury - Louis Bessières) (en public/1963)
- 13.Le tango du souteneur (André Mauprey - Bertold Brecht - Kurt Weill)
- Guitare: Quentin Martel